# Ребятки
Ребя́тки (бел. Рабя́ткі) — деревня в составе Осиновского сельсовета Чаусского района Могилёвской области Республики Беларусь.

## Население
- 2010 год — 13 человек.